# نیروی دریایی سلطنتی اردن
نیروی دریایی سلطنتی اردن (انگلیسی: Royal Jordanian Navy) نیروی دریایی زیرمجموعه نیروهای مسلح اردن است، که در سال ۱۹۵۱ تأسیس شد.